# Касьма
Касьма — река в Кемеровской области России. Устье реки находится в 465 км по левому берегу реки Иня. Длина реки составляет 99 км, площадь водосборного бассейна 1430 км².

## Бассейн
- 5 км: Камышная
  - 8 км: Журавлиха
- 45 км: река без названия
- 60 км: Голодаевка
- 62 км: Чебура
  - 24 км: Чебурушка
- 83 км: Чесноковка

## Данные водного реестра
По данным государственного водного реестра России относится к Верхнеобскому бассейновому округу, водохозяйственный участок реки — Иня, речной подбассейн реки — бассейны притоков (Верхней) Оби до впадения Томи. Речной бассейн реки — (Верхняя) Обь до впадения Иртыша.